# Amalia Polleri
Amalia Polleri (Montevideo, 26 de junio de 1909-18 de junio de 1996) fue una profesora, artista, poeta, periodista y crítica de arte uruguaya.

## Biografía
Se dedicó a la pintura, la escultura, el grabado, la poesía y el relato, fue profesora de dibujo y defensora de los derechos de la mujer. Escribió para La República, El Diario, La Mañana, Brecha, entre otros medios de prensa escrita, también ejerció el periodismo radial. Fue galardonada con el Premio Candelabro de Oro otorgado por la B'nai B'rith Uruguay.
Falleció el 18 de junio de 1996 a los 86 años.
En 2013 se realizó en el Museo Gurvich una exposición que repasó parte de su obra.

## Premios
Ganó el primer premio en dibujo y grabado en el Salón Nacional de 1942 por su dibujo "El niño loco"
. En 1995 recibió el Premio Candelabro de Oro que en reconocimiento a su trayectoria vital que le otorgara la organización judía B'nai B'rith Uruguay.

## Obras
- "El niño loco" (Dibujo. Primer Premio Dibujo y Grabado. Salón Nacional 1942)
- "El lenguaje gráfico plástico: manual para docentes estudiantes y artistas" (1982). Amalia Polleri, María C. Rovira y Brenda Lissardy.
- "Arte y comunicación visual: metodología y dimensión futura" (1994). Amalia Polleri y María C. Rovira.